# ひめゆり学徒隊

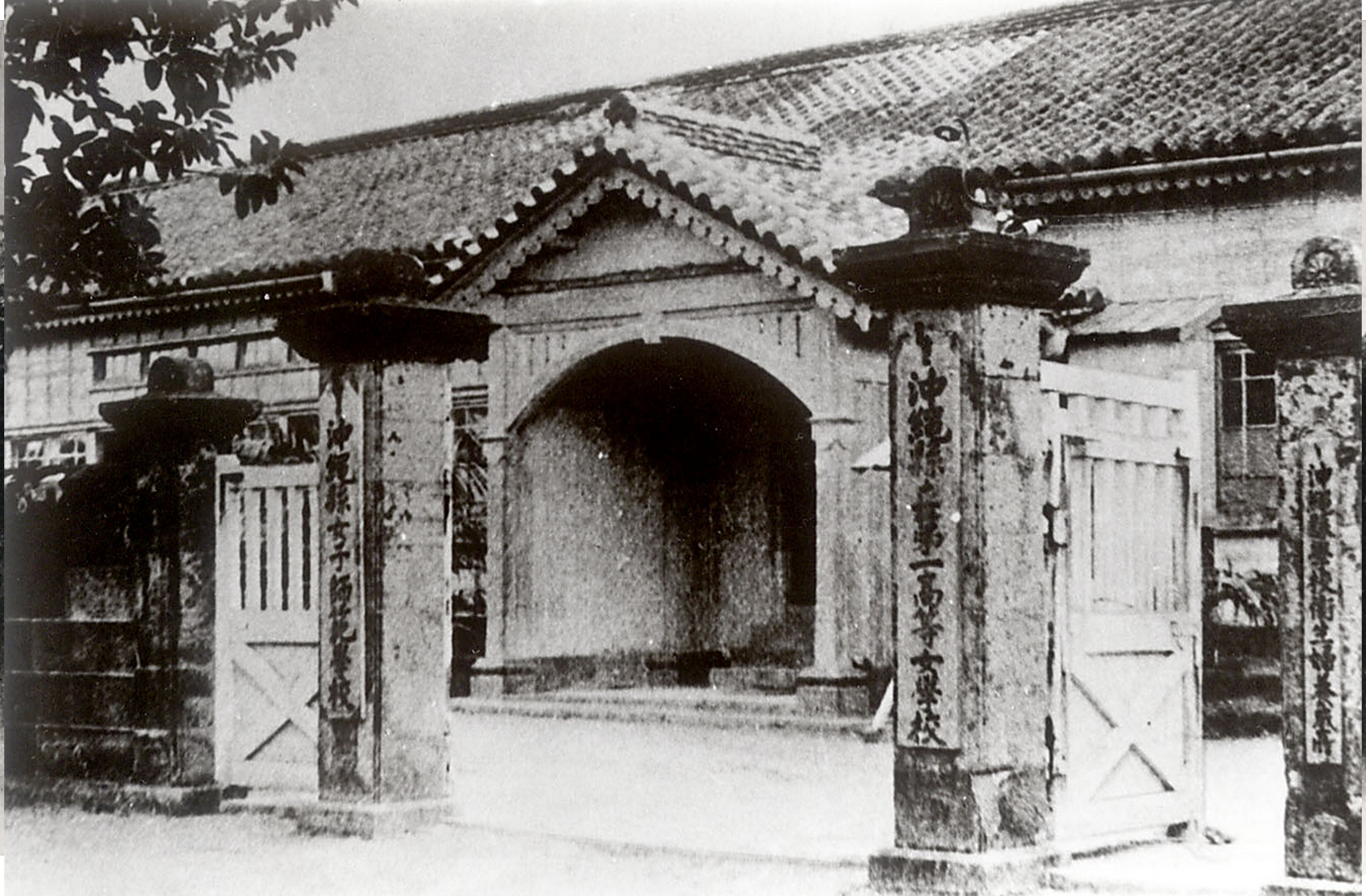
真和志村に併設された沖縄県立女子師範学校と沖縄県立第一高等女学校の正門。

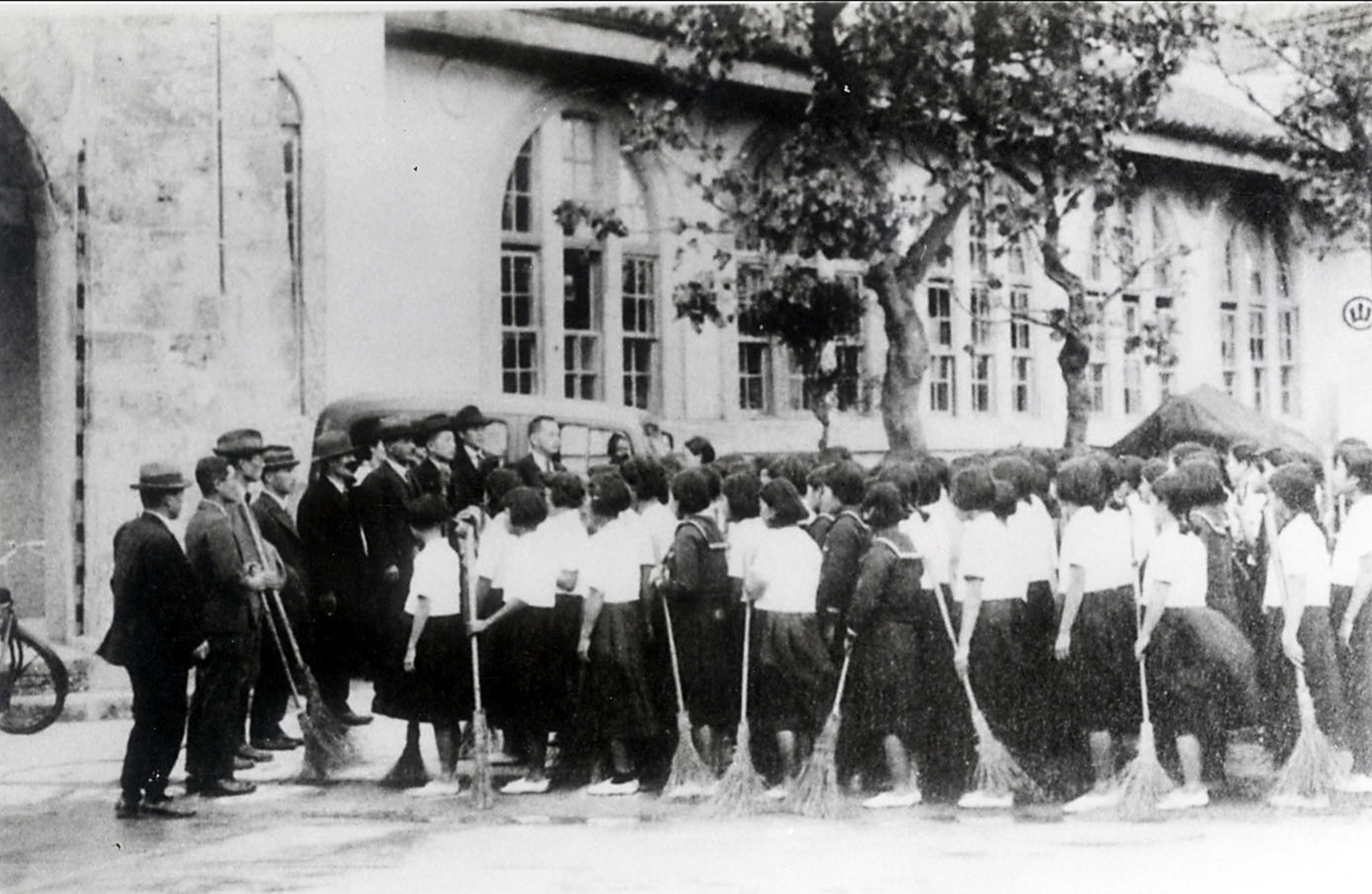
沖縄県立第一高等女学校と沖縄県女子師範学校の学生による勤労作業。

ひめゆり学徒隊（ひめゆりがくとたい）とは、1944年12月に沖縄県で日本軍が中心となって行った看護訓練によって動員された女子学徒隊のうち、沖縄県立女子師範学校と沖縄県立第一高等女学校の生徒で構成された女子学徒隊。

## 由来
沖縄県女子師範学校は、1910年の沖縄県師範学校女子部をもととし、1915年に師範学校に併設する形で沖縄県女子師範学校として創設される。 翌年の1916年には真和志村大道の沖縄県立第一高等女学校の校地に移転し、沖縄県立第一高等女学校と併設され、実質的には校長や一部の教師は両校を兼任していた（西岡一義師範学校女子部長は一高校長）。正門にも両校の名称が記され、そのため校名は異なるものの実質的には一つの学校に近いものであり、1940年代には女師および一高女の学舎が「ひめゆり学舎」と呼ばれるなど、両校の通称として「姫百合」の名が定着していたようである。
「ひめゆり」の名称の由来については、次のようなものがある。
1. 校舎併設の際に両校の学校広報誌『乙姫』（沖縄県立第一高等女学校）と『白百合』（沖縄師範学校女子部）を併せて『姫百合』としたことが由来とする説[1]。
2. 両校の校歌が同じで、歌詞に「乙姫」「白百合」が登場することが由来とする説[2]。
3. 安里川にかかる粗末な橋から転落死した一高女生徒を悼み、昭和初期に安全な橋に掛け替えられた橋に「姫百合橋」と名付けたことが起源とする説。

なお、平仮名で「ひめゆり」と表記するようになったのは戦後のことである。「ひめゆり学徒隊」という通称についても戦後のもので、沖縄戦当時は「一高女生」「師範生」と呼ばれていた。

## 経緯

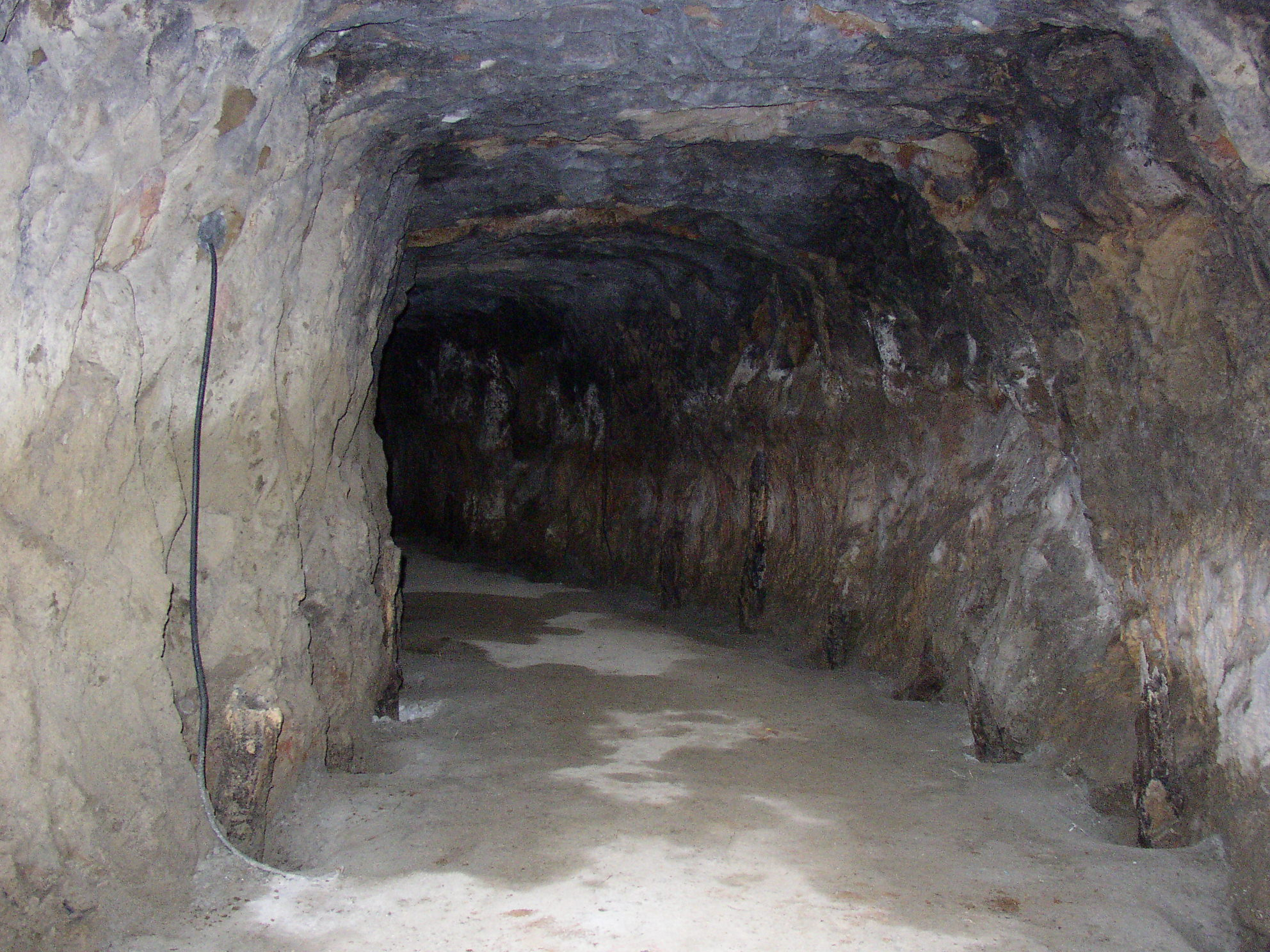
ひめゆり学徒隊が勤務した病院壕跡（南風原町の沖縄陸軍病院南風原壕）

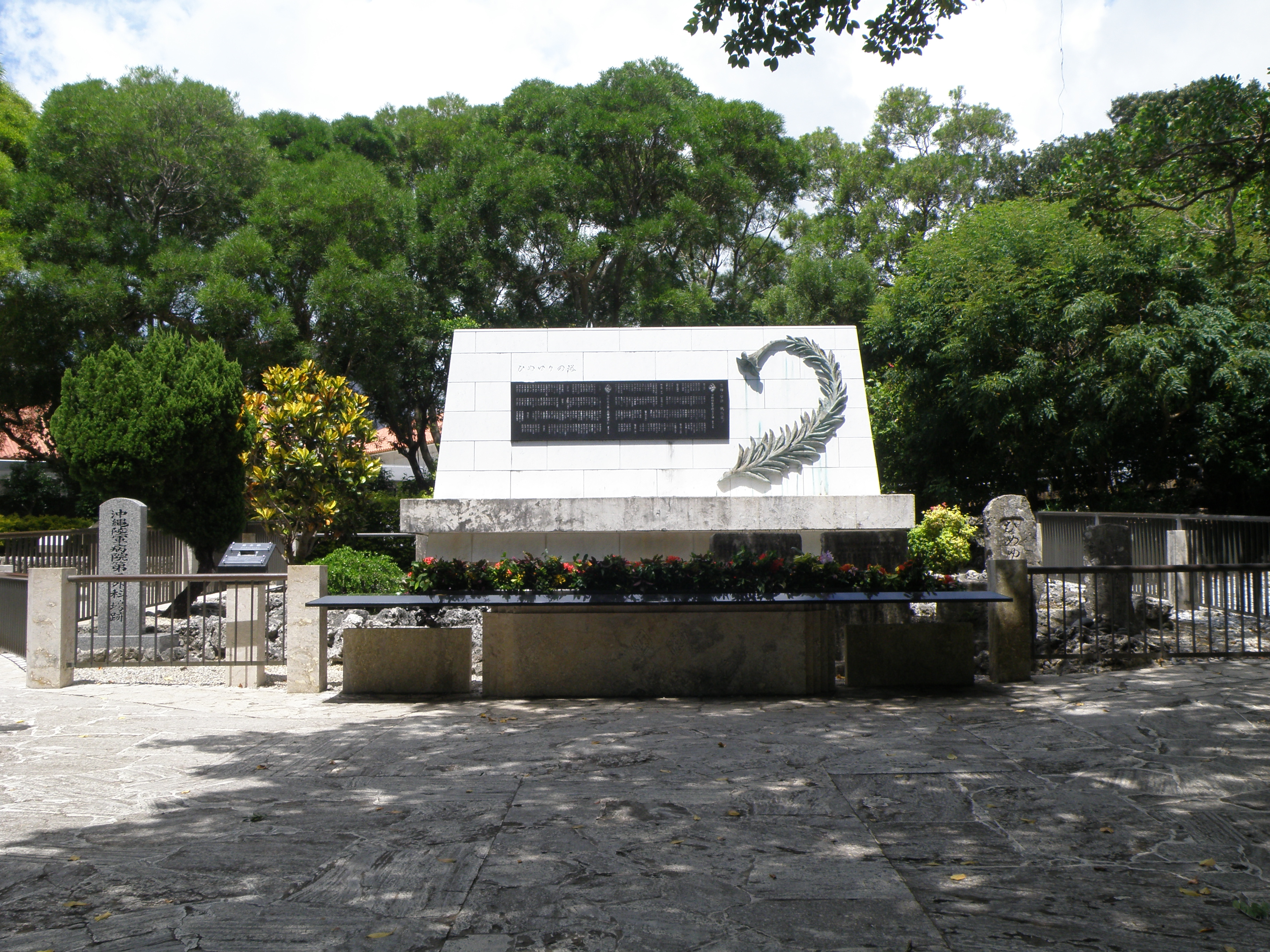
ひめゆりの塔（2018年）

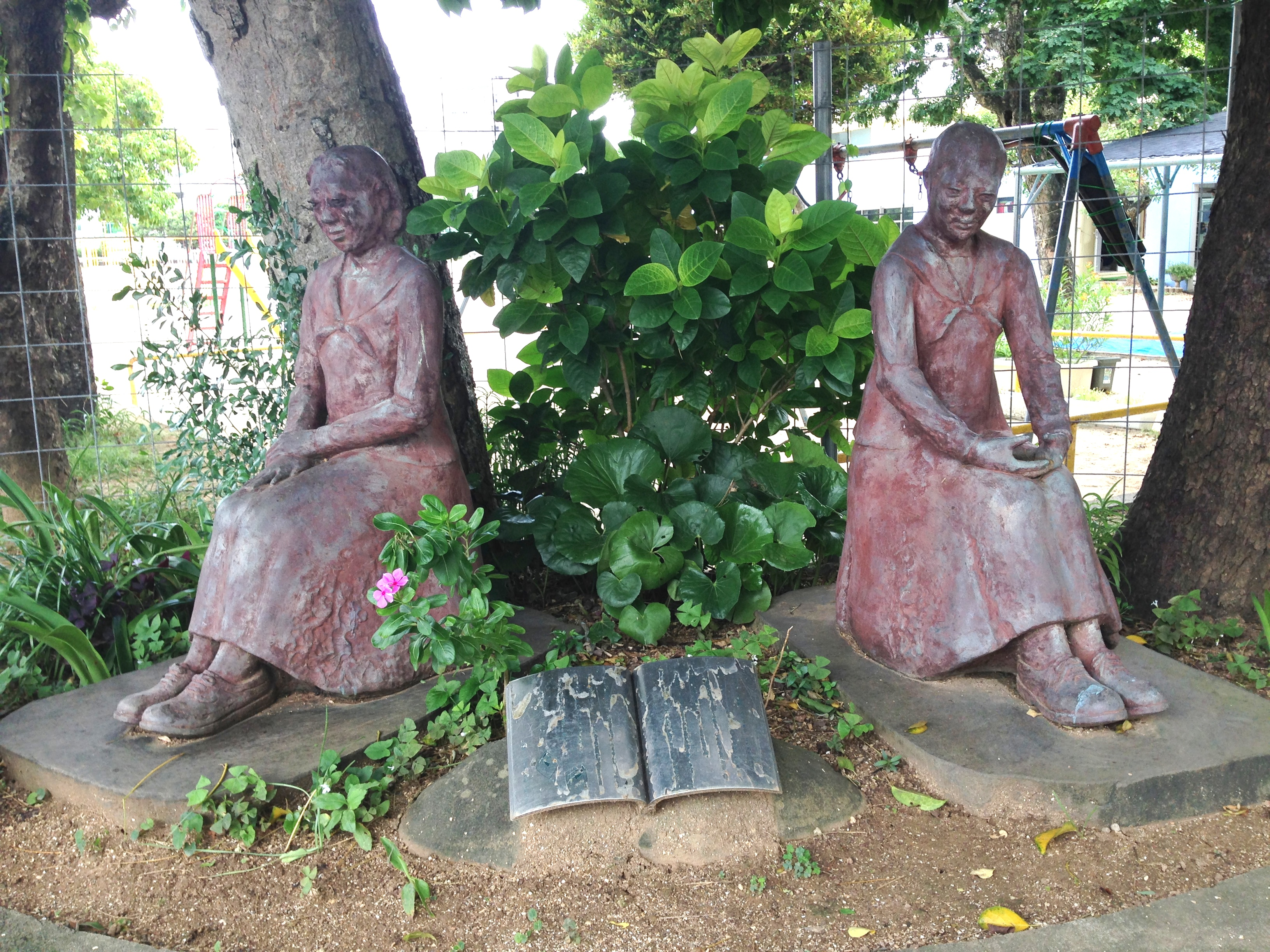
那覇市大道小学校の脇に設置された「ひめゆり学園跡」を示すモニュメント。大道小学校は沖縄師範学校女子部の付属小学校だった。現在は大道小学校の生徒に清掃されきれいになっていて、花がたむけられている。

米軍の沖縄上陸を目前に控えた1945年3月23日、両校の女子生徒222人と引率教師18名の合計240名からなる学徒隊は、沖縄陸軍病院（通称・南風原陸軍病院）に看護要員として動員された。沖縄陸軍病院は沖縄守備軍（第32軍）の直轄で、本部、内科、外科、伝染病科に分かれており、40近くの横穴壕の土壁に2段ベッドを備え付けて患者を収容した。米軍が上陸して前線の負傷兵が増加するのに伴い、内科は第二外科に、伝染病科は第三外科に変更され、那覇近郊の一日橋、識名、知念半島近くの糸数に分室がおかれた。学徒隊は全員が分散配置された。
しかし、敗色濃厚となった6月18日に突然解散命令が出され、翌日の6月19日をはじめとする約1週間の間に多数の犠牲を出した（死亡者のうち実に80%がこの間に集中している）。最終的には教師・学徒240人のうち136人が死亡。そのうちの10人（教師の平良松四郎と9名の生徒）は荒崎海岸で集団自決（強制集団死）している（自決の強制性については論争あり。当該項目を参照）。また隣の洞窟でも米軍の銃乱射で3名が死亡､3名が重傷を負った｡
戦後、最大の犠牲を出した伊原第三外科壕跡に慰霊塔である「ひめゆりの塔」が建立された。これは、ひめゆり学徒隊を祀り、平和を願うものである。
なお、敷地の入口近くに建つ「ひめゆりの塔の記」では、動員数を297名、合祀した戦没者を224名としている。一方、ひめゆり平和祈念資料館が刊行している資料ではひめゆり学徒隊の動員数を240名、うち戦没者を136名としている（それ以外の戦没者が90名・戦没者の合計は226名）。この相違は、「ひめゆりの塔の記」では学徒隊以外の戦没者数を含んでいることによる。また、以前に戦没者の合計が219名とされていた時期もあったが、これは2003年7月の調査で判明した7名を含んでいないため。なお、「その他の戦没者」には沖縄戦開始以前の死者が含まれているが、これはいずれも「原因が戦争に関連している」との判断によるものだという。なお靖国神社に、彼女たちの御霊が合祀されている。

## 犠牲者の詳細
2022年現在、沖縄戦で亡くなった女師・一高女の人数の内訳は以下のとおりとされている。なお、<その他>は沖縄戦開始後に陸軍病院動員以外で亡くなった人（他の部隊に協力中、学徒隊への参加途上、家族と共に避難中など）を指す。
| 理由               | 人数 | 累計 |
| ------------------ | ---- | ---- |
| 沖縄陸軍病院動員   | 136  | 136  |
| 対馬丸事件         | 1    | 137  |
| 弾薬輸送列車で爆死 | 2    | 139  |
| その他             | 80   | 219  |
| 対馬丸事件         | 1    | 220  |
| その他             | 6    | 226  |

## ひめゆり学徒隊をテーマとした作品
文学
- 『ひめゆりの塔をめぐる人々の手記』仲宗根政善 東邦書房 1974、角川学芸出版（文庫版）　2008。
- 『鉄の暴風』沖縄タイムス社編集・発行。1950年初版。第4章および第5章がひめゆり学徒隊に関する記述。
- 『ひめゆりの塔』 - 石野径一郎の小説及びそれを基にした戯曲。雑誌連載は1949年に開始。
- 宮城喜久子『ひめゆりの少女 十六歳の戦場』（高文研、1995年、新版2025年） - 一高女生としてひめゆり学徒隊に動員され、戦後はひめゆり平和祈念資料館副館長を務めた宮城の当時の日記を元にした著作[7]。
  - NHK-FMの「朗読の世界」にて、2025年7月21日から8月22日に全25回で朗読放送。読み手は池間夏海[8][9]。

音楽
- 『相思樹の歌』－太田博 作詞[10]東風平恵位作曲。
- 合唱曲『ひめゆりの塔』 - 山本和夫作詞、岩河三郎作曲。
- 『島唄』- THE BOOMの楽曲。宮沢和史作詞、作曲。
- 民謡『ひめゆりの唄』（沖縄本島民謡）[11]　-　小宗三郎作詞、大場吉信編曲

漫画
- 『COCOON』 - 今日マチ子
- 『水筒〜ひめゆり学徒隊戦記〜』 - 作画・新里堅進、ほるぷ平和漫画シリーズ（ほるぷ出版）、新潮社、ゲン・クリエイティブ他

映画
- 『ひめゆりの塔』 - 東映・1953年作品。今井正監督。原作は石野径一郎の上記小説。
- 『太平洋戦争と姫ゆり部隊』 - 大蔵・1962年作品。小森白監督。
- 『あゝひめゆりの塔』 - 日活・1968年作品。舛田利雄監督。原作は石野径一郎の上記小説。
- 『ひめゆりの塔』 - 芸苑社/東宝・1982年作品。今井正監督。1953年作品のリメイク。
- 『ひめゆりの塔』 - 東宝・1995年作品。神山征二郎監督。原作は仲宗根政善『ひめゆりの塔をめぐる人々の手記』。
- 『ひめゆり』 - プロダクション・エイシア・2007年作品。柴田昌平監督。ひめゆり学徒隊生存者の証言を集めたドキュメンタリー映画。

ドラマ
- 『ひめゆり隊と同じ戦火を生きた少女の記録 最後のナイチンゲール』 - 日本テレビ系「ドラマ・コンプレックス」枠内放送・2006年作品。ひめゆり学徒隊と行動を共にした上原貴美子婦長がモデル。

舞台
- 『ひめゆりの塔』 - 上記、石野径一郎の小説を原作とする舞台。初演は1951年。都立白鷗高等学校演劇部によるもので宮沢千鶴脚本。また同年、作者石野径一郎の脚色で石井みどり舞踊団が演じている。
- 『ひめゆりの塔』 - 宝塚歌劇団雪組で1953年に公演された舞台。菊田一夫作・演出。主な出演者は明石照子・新珠三千代。
- ミュージカル『ひめゆり』 - ミュージカル座で1996年から毎年夏に公演されている舞台。